# Nuno Gomes Garcia

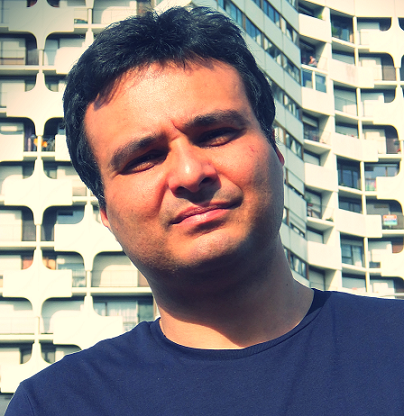
Nuno Gomes Garcia

Nuno Gomes Garcia (* 1978 in Matosinhos) ist ein portugiesischer Schriftsteller, Archäologe und Historiker. Er lebt und arbeitet in Paris.

## Leben
Nuno Gomes Garcia studierte Archäologie und Geschichte an der Universität Porto und an der Universität Lissabon, mit den Schwerpunkten Mittelalter, Renaissance und der europäischen Kolonialgeschichte.
Nachdem er zwölf Jahre als Archäologe gearbeitet hatte, widmete er sich fortan der Literatur. Seither schreibt er Romane und Erzählungen, berät aber auch Verlage (u. a. als Historiker) und befasst sich journalistisch mit Literatur, u. a. unterhält er eine Literatursendung im Radio.
2012 erschien sein erster Roman, O Soldado Sabino. Sein zweiter Roman O Dia em Que o Sol Se Apagou kam 2014 in die Endausscheidung zum Prémio LeYa.
Seit einigen Jahren lebt Garcia in Paris, wo er auch in der dortigen portugiesischen Gemeinde aktiv ist. Er schreibt dort für die portugiesischsprachige Zeitung Lusojornal, die in Frankreich und Belgien erscheint.
Nuno Garcia ist mit einer Litauerin verheiratet; das Paar hat zwei Kinder.

## Werke
- 2012: O Soldado Sabino (Bloco Editora)
- 2015: O Dia em Que o Sol Se Apagou (Casa das Letras)
- 2017: O Homem Domesticado (Casa das Letras)
- 2021: Zalatune (Manuscrito)

Daneben war er in Zusammenstellungen vertreten, insbesondere der Sammlung von Erzählungen Contos da Emigração – Homens Que Sofrem de Sonhos, 2018 beim Verlag Oxalá Editora in Dortmund erschienen.